# جون مارش (طبيب)
جون مارش (بالإنجليزية: John Marsh)‏ هو طبيب أمريكي، ولد في 1799 في دانفرز في الولايات المتحدة، وتوفي في 1856 في باتشيكو في الولايات المتحدة.